# Axel Steuch
Axel Hjalmar Steuch, född den 15 augusti 1866 i Stockholm, död där den 8 februari 1941, var en svensk militär. Han var son till Mattias Steuch och far till Brita Steuch.

## Biografi
Steuch blev underlöjtnant vid Svea livgarde 1888, löjtnant där 1893 och kapten där 1903. Han var militärattaché i Berlin 1906–1907 och i Sankt Petersburg 1907–1910. Steuch befordrades till major i armén 1911, vid Generalstaben 1912 och till överstelöjtnant vid Jönköpings regemente 1914. Han var överste och chef där 1917–1926. Steuch invaldes som ledamot av Krigsvetenskapsakademien 1914. Han blev riddare av Svärdsorden 1907, kommendör av andra klassen av samma orden 1920 och kommendör av första klassen 1923. Steuch vilar i sin familjegrav på Norra begravningsplatsen utanför Stockholm.